# Vinter-OL 1952
Vinter-OL 1952, officielt De VI. Olympiske Vinterlege, blev afholdt 15. – 25. februar 1952 i Oslo, Norge.
Norge udnyttede hjemmebanefordelen og hentede hele syv guldmedaljer. Heraf hentede Hjalmar Andersen («Hjallis») hele tre på 1500 meter, 5000 meter og 10.000 meter skøjteløb.

## Medaljer
Værtsnation er fremhævet med fed skrift.
| Medaljefordelingen ved vinter-OL 1952 | Medaljefordelingen ved vinter-OL 1952 | Medaljefordelingen ved vinter-OL 1952 | Medaljefordelingen ved vinter-OL 1952 | Medaljefordelingen ved vinter-OL 1952 |       |
| Nr.                                   | Land                                  | Guld                                  | Sølv                                  | Bronze                                | Total |
| ------------------------------------- | ------------------------------------- | ------------------------------------- | ------------------------------------- | ------------------------------------- | ----- |
| 1                                     | Norge                                 | 7                                     | 3                                     | 6                                     | 16    |
| 2                                     | USA                                   | 4                                     | 6                                     | 1                                     | 11    |
| 3                                     | Finland                               | 3                                     | 4                                     | 2                                     | 11    |
| 4                                     | Østrig                                | 2                                     | 4                                     | 2                                     | 8     |
| 5                                     | Vesttyskland                          | 2                                     | 0                                     | 0                                     | 2     |
| 6                                     | Østtyskland                           | 1                                     | 2                                     | 2                                     | 5     |
| 7                                     | Canada                                | 1                                     | 0                                     | 1                                     | 2     |
| 8                                     | Italien                               | 1                                     | 0                                     | 1                                     | 2     |
| 9                                     | Storbritannien                        | 1                                     | 0                                     | 0                                     | 1     |
| 10                                    | Holland                               | 0                                     | 3                                     | 0                                     | 3     |
| 11                                    | Sverige                               | 0                                     | 0                                     | 4                                     | 4     |
| 12                                    | Schweiz                               | 0                                     | 0                                     | 2                                     | 2     |
| 13                                    | Frankrig                              | 0                                     | 0                                     | 1                                     | 1     |
|                                       | Ungarn                                | 0                                     | 0                                     | 1                                     | 1     |
| Total                                 | Total                                 | 22                                    | 22                                    | 23                                    | 67    |

## Deltagende nationer
Legene havde deltagelse af følgende 30 nationer:
| - Argentina - Australien - Belgien - Bulgarien - Canada - Chile - Danmark - Finland | - Frankrig - Grækenland - Holland - Island - Italien - Japan - Jugoslavien - Libanon | - New Zealand - Norge - Polen - Portugal - Rumænien - Schweiz - Spanien - Storbritannien | - Sverige - Tjekkoslovakiet - Tyskland - Ungarn - USA - Østrig |

## Sportsgrene
Der afviklet 22 konkurrencer i fire sportsgrene:
- Bobslæde
- Ishockey
- Skiløb
  - Alpint skiløb
  - Nordisk skiløb
- Skøjteløb
  - Hurtigløb på skøjter
  - Kunstskøjteløb

Demonstrationssportsgren
- Bandy

## Ishockey
Turneringen, der samtidig gjaldt som det 19. VM i ishockey, havde deltagelse af 9 hold, der spillede alle mod alle. Kampene blev spillet i perioden 15. – 25. februar 1952, og de 37 kampe blev spillet på fem forskellige arenaer. 23 af opgørene blev spillet i den nyopførte ishal Jordal Amfi, mens otte kampe var henlagt til Dæhlenenga. De resterende seks kampe blev afviklet lidt uden for Oslo – tre kampe i Kadettangen i Sandvika, to kampe på Marienlyst i Drammen, mens den sidste kamp (Polen – Finland) blev spillet på Lillestrøm Idrettsplass i Lillestrøm.
For første gang siden 2. verdenskrig var Tyskland også inviteret til at deltage. Vesttyskland endte dog næstsidst i turneringen. Canada vandt suverænt sin 6. OL-titel, men på dette tidspunkt anede ingen, at det skulle blive den sidste i 50 år. Først ved vinter-OL 2002 triumferede canadierne igen ved OL. Sølvmedaljen gik til USA, mens bronzemedaljen måtte afgøres i en en ekstra kamp, efter at Sverige og Tjekkoslovakiet sluttede med lige mange point og samme målforskel. Sverige vandt duellen 5-3 og snuppede dermed bronzen.
Turneringen markerede slutningen på Schweiz' storhedstid som ishockeynation. Den centraleuropæiske medaljekandidat sluttede skuffende midt i tabellen.
| Dato  | Kamp                           | Res. | Perioder      |
| ----- | ------------------------------ | ---- | ------------- |
| 15.2. | Norge - USA                    | 2-3  | 1-0, 0-2, 1-1 |
| 15.2. | Sverige - Finland              | 9-2  | 2-0, 5-2, 2-0 |
| 15.2. | Tjekkoslovakiet - Polen        | 8-2  | 3-1, 2-1, 3-0 |
| 15.2. | Canada - Vesttyskland          | 15-1 | 6-1, 7-0, 2-0 |
| 16.2. | Schweiz - Finland              | 12-0 | 2-0, 2-0, 8-0 |
| 16.2. | Norge - Tjekkoslovakiet        | 0-6  | 0-2, 0-2, 0-2 |
| 16.2. | USA - Vesttyskland             | 8-2  | 1-0, 3-1, 4-1 |
| 16.2. | Sverige - Polen                | 17-1 | 1-0, 9-1, 7-0 |
| 17.2. | Norge - Sverige                | 2-4  | 1-2, 0-1, 1-1 |
| 17.2. | Schweiz - Polen                | 6-3  | 4-1, 2-2, 0-0 |
| 17.2. | Canada - Finland               | 13-3 | 6-2, 5-0, 2-1 |
| 17.2. | Tjekkoslovakiet - Vesttyskland | 6-1  | 0-0, 2-0, 4-1 |
| 18.2. | USA - Finland                  | 8-2  | 1-0, 6-0, 1-2 |
| 18.2. | Canada - Polen                 | 11-0 | 6-0, 3-0, 2-0 |
| 18.2. | Norge - Schweiz                | 2-7  | 0-4, 2-2, 0-1 |
| 18.2. | Sverige - Vesttyskland         | 7-3  | 3-2, 0-0, 4-1 |
| 19.2. | Canada - Tjekkoslovakiet       | 4-1  | 1-1, 1-0, 2-0 |
| 19.2. | USA - Schweiz                  | 8-2  | 4-1, 3-0, 1-1 |

| Dato  | Kamp                      | Res. | Perioder      |
| ----- | ------------------------- | ---- | ------------- |
| 20.2. | Polen - Vesttyskland      | 4-4  | 1-1, 3-1, 0-2 |
| 20.2. | Norge - Finland           | 2-5  | 0-2, 2-2, 0-1 |
| 21.2. | USA - Sverige             | 2-4  | 0-1, 0-0, 2-3 |
| 21.2. | Canada - Schweiz          | 11-2 | 4-0, 5-0, 2-2 |
| 21.2. | Tjekkoslovakiet - Finland | 11-2 | 4-1, 3-0, 4-1 |
| 21.2. | Norge - Vesttyskland      | 2-6  | 0-0, 1-1, 1-5 |
| 22.2. | Finland - Vesttyskland    | 5-1  | 1-0, 2-0, 2-1 |
| 22.2. | Tjekkoslovakiet - Schweiz | 8-3  | 0-2, 2-1, 6-0 |
| 22.2. | USA - Polen               | 5-3  | 1-0, 2-0, 2-3 |
| 22.2. | Canada - Sverige          | 3-2  | 1-2, 1-0, 1-0 |
| 23.2. | Sverige - Schweiz         | 5-2  | 1-1, 4-0, 0-1 |
| 23.2. | Norge - Canada            | 2-11 | 2-5, 0-3, 0-3 |
| 23.2. | Polen - Finland           | 4-2  | 2-2, 0-0, 2-0 |
| 23.2. | USA - Tjekkoslovakiet     | 6-3  | 2-1, 4-0, 0-2 |
| 24.2. | Tjekkoslovakiet - Sverige | 4-0  | 2-0, 2-0, 0-0 |
| 24.2. | Schweiz - Vesttyskland    | 6-3  | 1-1, 3-1, 2-1 |
| 24.2. | Norge - Polen             | 3-4  | 2-1, 1-1, 0-2 |
| 24.2. | Canada - USA              | 3-3  | 2-0, 1-2, 0-1 |

| Slutstilling | Slutstilling    | Kampe | Vundn. | Uafgj. | Tabte | Mål   | Point |
| ------------ | --------------- | ----- | ------ | ------ | ----- | ----- | ----- |
| Guld         | Canada          | 8     | 7      | 1      | 0     | 71-14 | 15    |
| Sølv         | USA             | 8     | 6      | 1      | 1     | 43-21 | 13    |
| Bronze       | Sverige         | 8     | 6      | 0      | 2     | 48-19 | 12    |
| 4.           | Tjekkoslovakiet | 8     | 6      | 0      | 2     | 47-18 | 12    |
| 5.           | Schweiz         | 8     | 4      | 0      | 4     | 40-40 | 8     |
| 6.           | Polen           | 8     | 2      | 1      | 5     | 21-56 | 5     |
| 7.           | Finland         | 8     | 2      | 0      | 6     | 21-60 | 4     |
| 8.           | Vesttyskland    | 8     | 1      | 1      | 6     | 21-53 | 3     |
| 9.           | Norge           | 8     | 0      | 0      | 8     | 15-46 | 0     |
Bronzekamp
| 25.2. | Sverige - Tjekkoslovakiet | 5-3 | 0-2, 1-1, 4-0 |